# 帯運観光
帯運観光（おびうんかんこう）は、北海道帯広市に本社を置くバス会社。貸切バスや都市間バス、旅行業を手がける。

## 沿革
- 1986年（昭和61年）10月 ニューワイン交通株式会社より事業譲渡を受け同名にて開始。
- 1987年（昭和62年）
  - 1月 有限会社帯運産業を設立。
  - 9月 北海道知事登録国内旅行業二種を取得。
- 1988年（昭和63年）9月 千歳営業所を新設。
- 1999年（平成11年）5月 帯運観光株式会社へ社名改称。
- 2004年（平成16年）4月 旅行部を「おびうんトラベル」に名称変更。
- 2008年（平成20年）
  - 3月 一般乗合旅客自動車運送事業許可。
  - 4月25日 とかちミルキーライナー運行開始。

## 事業所
すべて北海道に所在。
本社
帯広市西15条南16丁目2番地
帯広営業所
帯広市西20条南1丁目14-26
千歳営業所
千歳市豊里2丁目12-3

## 路線バス
路線バス車両は2017年（平成29年）3月31日現在で6台登録。高速バスのみ運行で、いわゆる一般路線バスは運行していない。予約は北都交通グループ運営のインターネット予約サイト「バスNAVI北海道」、2010年（平成22年）9月14日より提携を開始したWILLER TRAVELなどで受け付ける。

### とかちミルキーライナー

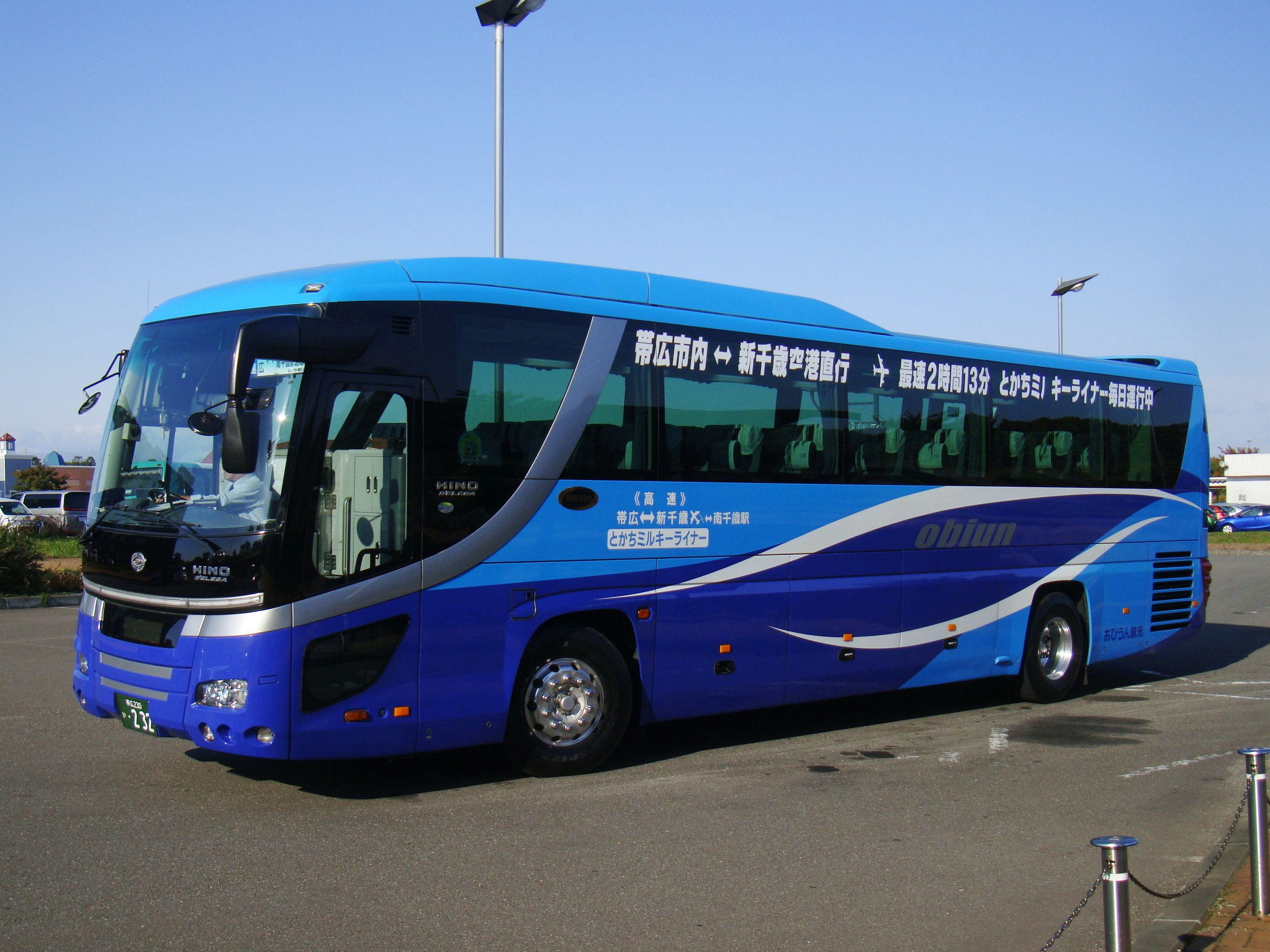
南千歳駅を出発

- 南千歳駅・新千歳空港 - 帯広営業所・帯広駅前・十勝川温泉（北都交通との共同運行）

2008年（平成20年）1月17日に北都交通とともに路線認可申請を行い、同年4月25日より4往復で運行を開始した。2009年（平成21年）7月1日の3往復に減便と同時に南千歳駅延伸、同年12月18日の一部便十勝川温泉延伸、2011年（平成23年）10月30日の道東自動車道全線開通による所要時間35分短縮、4往復への復便を経て、2016年（平成28年）12月1日より5往復運行する。

帯広営業所にパーク&ライド専用駐車場を設置する。

## 貸切バス
貸切バス車両は19台登録。事業は通常は帯広運輸支局管内、札幌運輸支局管内、および苫小牧市での発着が認められているが、貸切バス事業者安全性評価認定制度による優良事業者に限定した営業区域の弾力的な運用による特例で、2025年（令和7年）4月1日現在北海道全域となっている。2008年（平成20年）に解散したブルーバスグループに加盟していた。

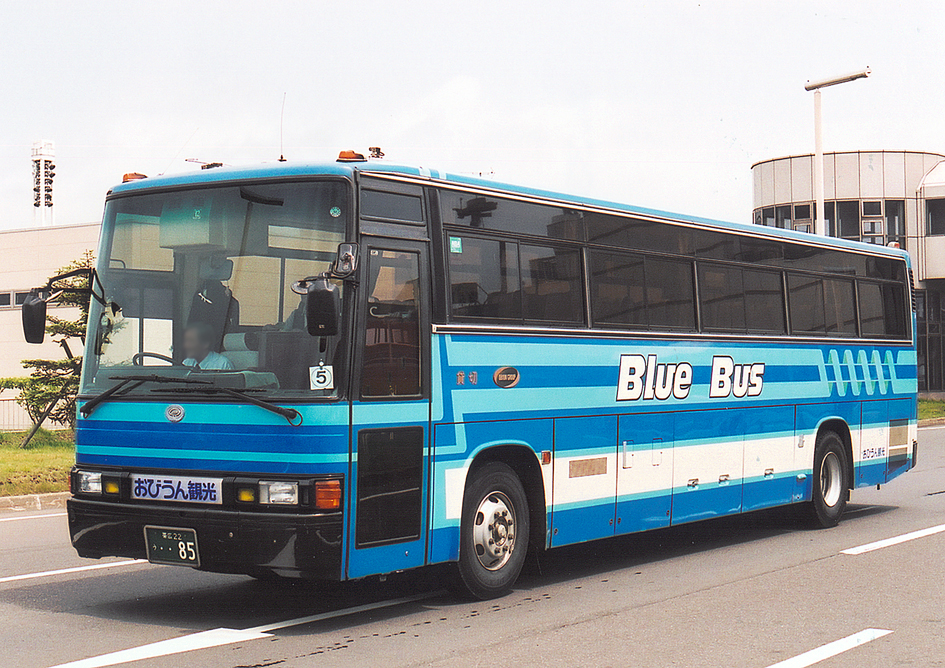
ブルーバスカラーの貸切バス
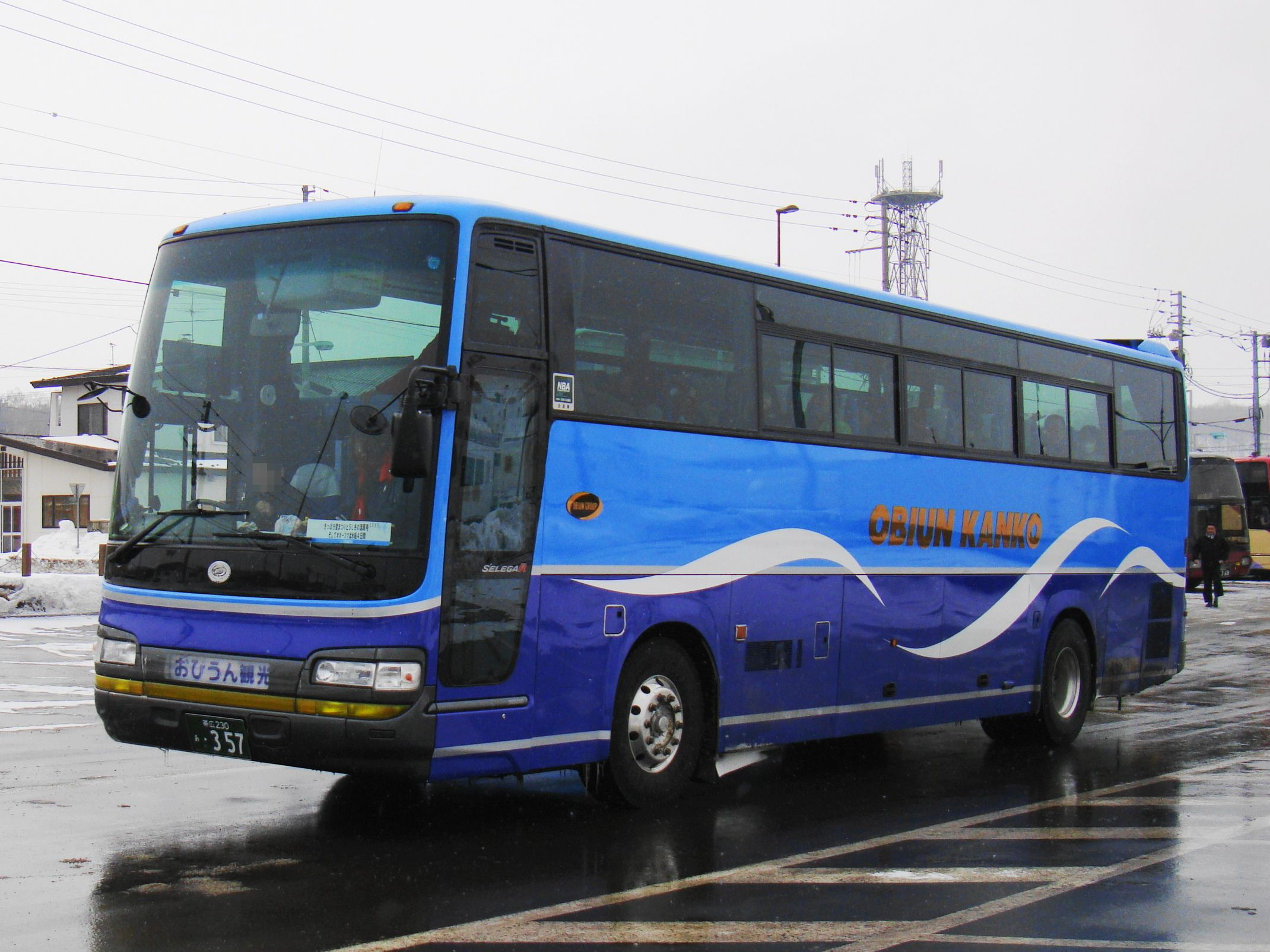
旧塗装の貸切バス
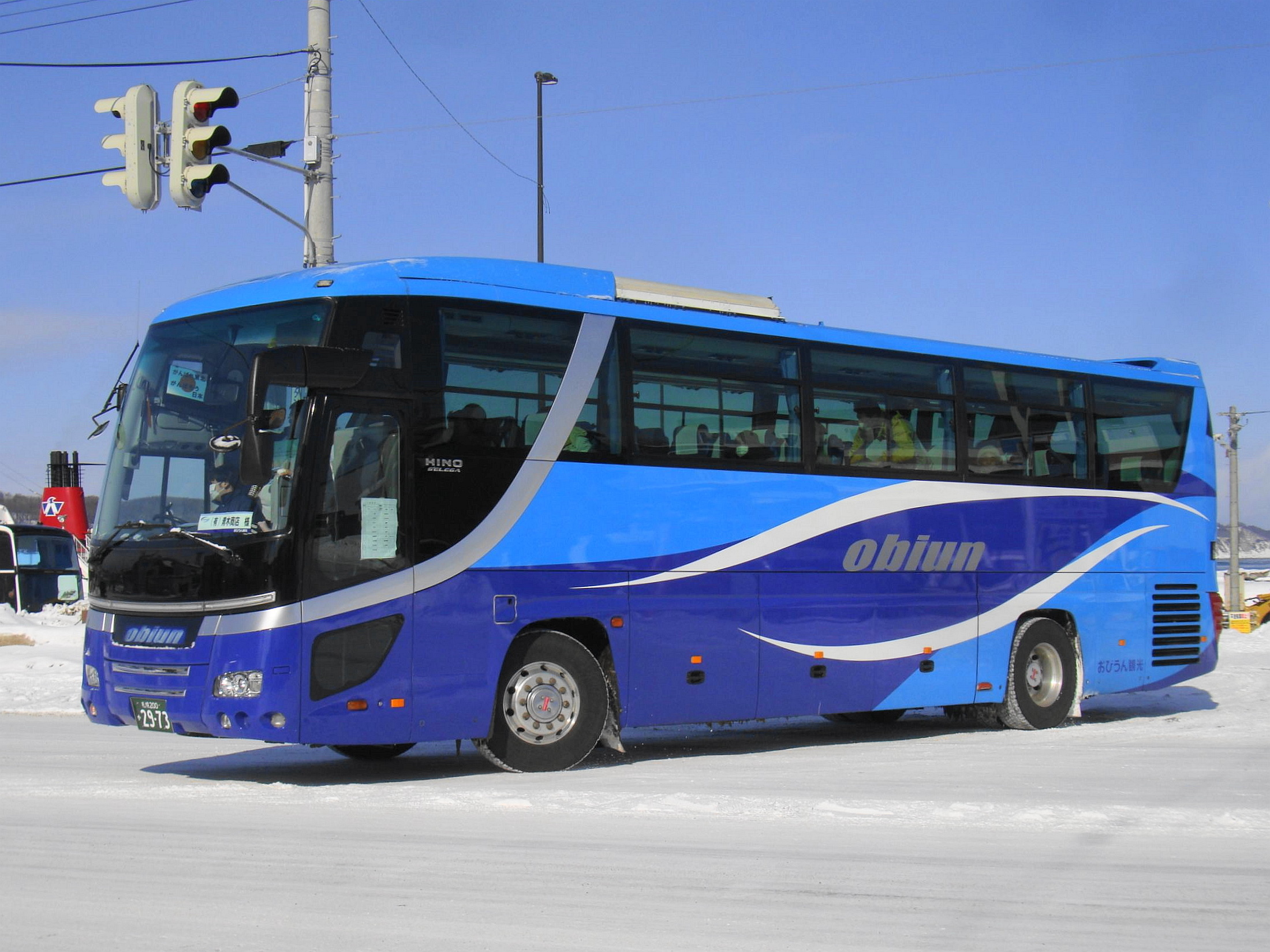
現行塗装の貸切バス
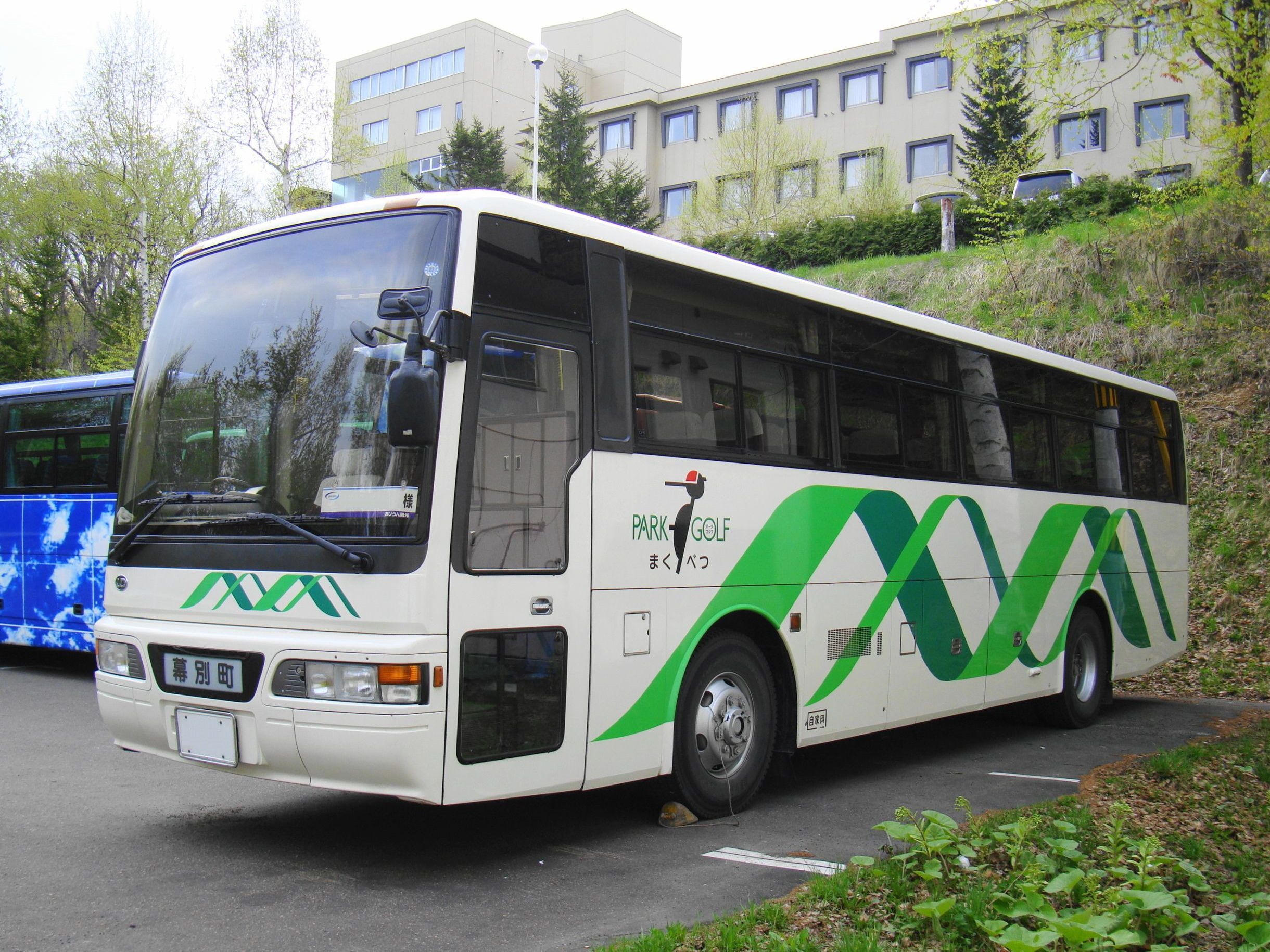
幕別町が保有するバスの運行管理を受託